# Manswet Kozel
Manswet Kozel (Mansuet Kozel) – austro-węgierski urzędnik czeskiej narodowości, pierwszy naczelnik nowo powstałego powiatu krościeńskiego i starosta Krościenka nad Dunajcem w latach 1855–1863.

## Życiorys
Zostawszy naczelnikiem powiatu Kozel sprowadził do Krościenka wielu urzędników czeskich i austriackich, według Szematyzmu Królestwa Galicji i Lodomerii z Wielkim Księstwem Krakowskim z 1861 roku obcych w Krościenku było 138 na ogólną liczbę mieszkańców 1247. Był posądzany o nadgorliwość i donosicielstwo. Józef Szalay skarżył się: na denuncjacje nikczemnego naczelnika powiatu krościeńskiego Mansweta Kozla, że do Szczawnicy [Józef Szalay] zgromadza co roku publiczność polską nie w celu kuracji, gdyż wody tutejsze są pośledniej wartości, jak raczej w zamiarach politycznych, aby się spotykać dla knowania spisków przeciw Rządowi.
Mimo tak złej opinii Kozel przyczynił się do rozwoju Krościenka i podniesienia poziomu jego infrastruktury, bezpieczeństwa oraz higieny panującej w miasteczku. Starał się m.in. o środki finansowe na remonty lokalnych dróg. Nadzorował rządowy program popularyzujący sadzenie drzew owocowych, wcześniej praktycznie tutaj nieznanych. Zdecydowanie walczył o poprawę bardzo niskiego wówczas stanu bezpieczeństwa przeciwpożarowego poprzez wymóg przebudowy tak zwanych kurnych chat w ten sposób, aby remontować istniejące i budować nowe domy jedynie z murowanym kominem wychodzącym ponad dach oraz aby poszycie dachów było gontowe a nie słomiane.
Na początku jego kadencji, w 1856 roku w Krościenku na 263 wszystkich domów, tylko 55 miało kominy wymurowane ponad dach, czyli 21%. Kozel wydał polecenie, że: Kominy trzeba na minimum łokieć ponad dach wyprowadzić i wymurować do 26 XI 1857 r. Kto nie skończy, dotkliwą karą pieniężną ukarany zostanie. Starania te nie zostały zakończone sukcesem, w wyniku oporu mieszkańców, ale nastąpił lekki spadek liczby kurnych chat.
Za czasów jego rządów w Krościenku adiunktem był Anton Schmitt, aktuariuszem – Jan Lepschy (ojciec Leonarda Lepszego), natomiast na stanowiskach kancelistów pracowali: Józef Komalski i (od 1857 roku) Jan Rucki.
Manswet Kozel został przeniesiony do Złoczowa. Jego następcą na stanowisku starosty i ostatnim (w latach 1864–1867) naczelnikiem Krościenka został Polak Mikołaj Kieryczyński. 

## Życie rodzinne
Manswet Kozel był katolikiem, synem lekarza. Ożenił się z Berthą z domu Menger (lub Monger) – była to najprawdopodobniej siostra słynnych braci Menger: Maxa – polityka i finansisty, Carla – wybitnego ekonomisty i nauczyciela arcyksięcia Rudolfa oraz Antona – profesora prawa i rektora Uniwersytetu w Wiedniu. Mieli dwóch synów ochrzczonych w kościele Wszystkich Świętych w Krościenku: Mansueta Jana (urodzonego 25 sierpnia 1856 roku) i Teodora Michała (urodzonego 17 grudnia 1858 roku).